# رامگره
رامگره (به لاتین: Ramgarh) یک منطقهٔ مسکونی در بنگلادش است که در ناحیه کاگراچاری واقع شده‌است. رامگره ۲۴۰٫۸۷ کیلومتر مربع مساحت و ۴۴٬۲۱۷ نفر جمعیت دارد.